# Ouroux-sous-le-Bois-Sainte-Marie
Ouroux-sous-le-Bois-Sainte-Marie är en kommun i departementet Saône-et-Loire i regionen Bourgogne-Franche-Comté i östra Frankrike. Kommunen ligger i kantonen La Clayette som tillhör arrondissementet Charolles. År 2022 hade Ouroux-sous-le-Bois-Sainte-Marie 66 invånare.

## Befolkningsutveckling
Antalet invånare i kommunen Ouroux-sous-le-Bois-Sainte-Marie
| Referens: INSEE |